# Nermiș, Arad
Nermiș este un sat în comuna Archiș din județul Arad, Crișana, România.